# The Ellen DeGeneres Show
The Ellen DeGeneres Show, muitas vezes abreviado como "Ellen"  e estilizado apenas em letras minúsculas, foi um talk-show e programa de variedades apresentado pela atriz e comediante Ellen DeGeneres, entre os anos de 2003 e 2022. 
Com estréia em 8 de setembro de 2003, o show foi produzido pela Telepictures, uma subsidiária da Warner Bros e exibido por meio de sindicação. Nos Estados Unidos foi transmitido pela maioria das emissoras locais de propriedade e controle da NBC em conjunto com o grupo Hearst Television. Durante as primeiras cinco temporadas, o programa foi gravado no Estúdio 11 do complexo de gravações NBC Studios em Burbank, Califórnia. A partir da sexta temporada, o show passou a ser gravado em Stage 1, em uma propriedade da Warner Bros. Passando também, a ser transmitido em alta-definição desde então.
O show recebeu 171 indicações ao Daytime Emmy Awards, e em 2020 o número de estatuetas recebidas do prêmio era de 61, incluindo quatro na categoria de Melhor Talk Show e sete por Melhor Programa de Entretenimento, ultrapassando o recorde anterior pertencente ao The Oprah Winfrey Show, que ao todo, foi vencedor de nove. O programa também ganhou dezessete People's Choice Awards, e seu canal no YouTube atingiu a marca de mais de 37 milhões de inscritos em todo o mundo, sendo um dos maiores canais dos Estados Unidos na plataforma. Em consequência, o show foi renovado para continuar em exibição até o ano de 2022.
Em 12 de maio de 2021, DeGeneres anunciou que o programa chegaria ao fim após a exibição da temporada da décima nona temporada. A apresentadora citou motivos profissionais e "não se sentir desafiada" com a atração, motivando a decisão pelo fim do programa.A temporada final teve sua estreia em 13 de setembro de 2021, e o último episódio foi exibido em exibido em 26 de maio de 2022.

## Conceito
O programa combina comédia, celebridades, jogos, histórias de interesse público e atrações musicais. A plateia é uma parte importante do show, sendo eles os participantes da maioria dos jogos com premiação realizados ocasionalmente. O programa também apresenta eventualmente câmeras escondidas e um monólogo diário de Ellen DeGeneres sobre as notícias de alto interesse na época de exibição.
Todo programa conta com entrevistas de duas ou mais celebridades, e quase sempre conta com entrevistas de pessoas não-famosas que fizeram algo para a comunidade em que vivem ou tiveram suas histórias mostradas no show. Algumas edições também incluem vídeos virais em um segmento chamado "A Short Video While Twitch Catches/Looses His Breath".
Durante épocas festivas, o programa faz referencias e traz atrações especiais que sejam relacionadas com a data, como por exemplo, o especial anual "12 Days of Giveaways", no qual nos 12 dias que antecedem o Natal, o programa presenteia membros da plateia com prêmios como eletrodomésticos, cartões presentes, viagens, entre outras coisas.

### Segmentos
O show apresenta alguns segmentos recorrentes em suas exibições diárias, alguns deles são:
- Know or Go: Um jogo de perguntas com a plateia sobre eventos atuais e casualidades, no qual três participantes competem por um prêmio previamente apresentado. Caso algum jogador erre por três rodadas, ele recebe uma espécie de castigo que vária de programa para programa, entre eles: jatos de tinta ou água lançados e um alçapão falso abaixo do participante que se abre quando a resposta está incorreta. Atualmente este quadro faz parte do programa Ellen's Game of Games, também comandado pela comediante.[20]
- The Masked Dancer: Uma paródia do programa "The Masked Singer" da FOX, onde Ellen e seu DJ Twitch tentam adivinhar quem é o dançarino misterioso por trás de uma fantasia. Em Janeiro de 2020 foi anunciado que a Warner e a Fox produziriam o programa de forma independente como um spin-off do original com DeGeneres como produtora executiva.[21]
- Average Andy: Um quadro onde Ellen tenta ensinar a seu produtor Andy Lassner habilidades das pessoas "mais talentosas do mundo".[22]
- 5 Second Rule:  Um jogo onde os participantes geralmente são duas celebridades que competem para falar três palavras relacionadas com uma categoria sorteada no tempo máximo de 5 segundos.[23]
- Burning Questions:  Um quadro no qual famosos precisam responder perguntas com conteúdo pessoal ou dilemas. Geralmente é apresentado uma vez na semana.[24]
- Danger Word:  Um jogo de associação de palavras no qual os participantes precisam fazer sua dupla adivinhar uma palavra, porém sem dizer outras palavras diretamente conectadas a ela. Se a pessoa adivinha a palavra, o oponente é atingido com um spray de tinta em forma de canhão e vice-versa.[25]
- Dança: Todo programa se inicia com um monólogo seguido por um segmento de dança. Geralmente, esse segmento é realizado pelo DJ Twitch, membro do elenco do show, mas em ocasiões especiais, pessoas da plateia ou outros convidados são os responsáveis por demonstrar seus passos de dança so comando de DeGeneres.[26]
- Monólogo:  Durante a introdução de seu programa, Ellen apresenta as notícias relevantes para o dia/semana em forma de monólogo humorístico, chamando a atenção para detalhes incomuns ou engraçados de cada tópico apresentado.[27]

## Produção

### Local de Gravação
Entre 2003 e 2008, o programa foi gravado no complexo da NBC Studios, em Burbank, Califórnia. A partir de 2008, com a migração para a transmissão do programa em alta-definição, o programa passou por um processo de revitalização de equipamentos e locações, e foi transferido para uma propriedade da Warner Bros., utilizando o estúdio chamado de "Stage 1". Em 2015, após a realização do episódio de número 2000, o local foi oficialmente renomeado para "The Ellen Stage" como uma forma de homenagem ao programa.

### Equipe

#### Produção e Roteiro
O programa foi criado por Ellen DeGeneres, que também faz parte da equipe de produtores executivos em conjunto com Mary Connelly e Andy Lassner. Os roteiristas são Alisson Ballin, Gil Rief, Troy Thomas, Adam Yenser, Lauren Pomerantz, Bente Englesoft e diversos outros, que se revesam nos episódios em uma equipe liderada até a temporada de número 17 por Kevin A. Leman II, que foi demitido junto com outros dois produtores em agosto de 2020 após denúncias de "conduta sexual inapropriada".

#### DJ
Ao contrário da maioria dos talk shows tradicionais, o programa não utiliza uma banda oficial para oferecer as músicas durante seu curso, ao invés disso, utilizam um disc jockey (DJ) para fazer esse papel. Inicialmente, o posto foi oferecido ao DJ Scott K de Los Angeles, que se juntou ao programa em 2003, porém participou de apenas 16 episódios antes de ser substituído por Tony Okungbowa, que ficou no show até a terceira temporada, em 2006, quando saiu para se dedicar a sua carreira de ator. Ele, contudo, continuou a fazer participações no programa até 2014. Em 2007, como substituto fixo de Okungbowa, foi contratado o ator e músico Jon Abrahams, que iniciou seu trabalho na estréia da quarta temporada. Devido a sua carreira como ator estar em ascensão na época, ele também deixou o show após uma temporada.
Em 2008, Ted Stryker, o apresentador da rádio "KORQ" de Pasadena (Califórnia), foi contratado como DJ para a quinta temporada. Após esse período Okungbowa estava novamente disponível, e substituiu Stryker no ano seguinte. Seu retorno durou até a temporada de número 11, em 2013, quando saiu definitivamente do programa. Em seu lugar, durante a temporada, diversas celebridades, músicos e DJs fizeram participações no programa, incluindo Stephen "tWitch" Boss, do programa So You Think You Can Dance. Com seu sucesso, se tornou o DJ oficial do programa, até seu término em maio de 2022.

### Greve dos Roteiristas de 2007
DeGeneres, como membro da Writers Guild of America, apoiou a Greve dos roteiristas dos Estados Unidos de 2007–2008. Entretanto, em 9 de novembro de 2007, ao invés do tradicional monólogo de abertura de seu programa, ela declarou:
"Me foi explicado que nenhum outro programa exibido no período diurno paralisou sua produção. Eu tenho 135 funcionários que dependem de mim para receber seus salários, porém vir até esse estúdio tem sido a coisa mais difícil do mundo."Original (em inglês): "It was explained to me that no other daytime shows have shut down. I've got 135 employees that rely on me for a paycheck. But it's been the hardest thing in the world driving onto this lot."— Ellen DeGeneres "Television: Tears, strike aside, DeGeneres shows go on". Minneapolis St. Paul Star Tribune. (em inglês)
DeGeneres se absteve de fazer monólogos em seus programas (que eram normalmente escritos por membros da WGA) durante a greve.O programa continuou com sua produção normal, com exceção desse bloco, o que causou grande controvérsia entre a guilda dos escritores, que declarou que Ellen DeGeneres "não era mais bem-vinda em Nova Iorque"Os representantes da comediante afirmaram que ela não havia quebrado nenhuma das regras do acordo de greve da organização, e que o programa estava em forte competição com outros programas diurnos, como Live with Kelly and Regis e Dr. Phil, durante o período de renovação de contratos, e que a apresentadora deveria cumprir suas obrigações como apresentadora e produtora, a fim de não perder seu horário na programação. Em adição, uma declaração de defesa a DeGeneres foi feita pela "AFTRA, a Federação Americana de Artistas de Rádio e Televisão" , apontando que ela também estava sujeita a seu acordo de não participar de movimentos grevistas. Em resposta, a WGA declarou que como membro da guilda, tudo o que DeGeneres escrevesse durante o período de greve para seu programa, seria uma forma de "fura-greve", o que não era permitido pela associação.

### Impactos da Pandemia de COVID-19 no Programa
Com a chegada da pandemia do vírus SARS-CoV-2, a equipe e a apresentadora tomaram medidas para que a produção não fosse completamente afetada.
No dia 12 de março de 2020 foi anunciado que o programa começaria a gravar sem a presença de uma plateia ao vivo, ao contrário do que sempre acontecia desde sua estreia, em uma medida semelhante a utilizada por muitos programas do mesmo gênero pelo país,porém no dia seguinte, com a expansão rápida da pandemia, a produção foi totalmente interrompida, exibindo no lugar de novos programas, reprises dos melhores momentos da temporada.
Em 6 de abril de 2020, foi anunciado que a produção do programa seria transferida para a casa de DeGeneres, e que as entrevistas seriam feitas via Skype. Com a medida, Ellen disse esperar "que o programa servisse como uma forma de distração durante a pandemia".O show seguiu a ser apresentado direto da casa da comediante pelo restante da temporada 17, que encerrou seus episódios inéditos em 9 de julho de 2020.
Em 21 de setembro de 2020, junto da estréia de sua temporada de número 18, o programa voltou aos estúdios de Burbank (Califórnia) e passou a contar com uma plateia virtual, onde pessoas de todas as partes do mundo podem se inscrever para participar de uma videoconferência, da qual a apresentadora, os entrevistados e o público podem interagir. No estúdio, onde ficavam as cadeiras para os membros da audiência, monitores de vídeo foram acrescentados, para que o rosto do público fique evidente durante a exibição do show.
Em 29 de outubro de 2020, o programa voltou a receber presencialmente fãs para participarem da plateia tradicional, tornando o show um dos primeiros da televisão americana a retornarem as gravações com público presencialmente ao vivo, no entanto, rigoroso distanciamento foi instaurado, com duas cadeiras de distância entre um espectador e outro, máscaras em todas as pessoas com exceção da apresentadora e do eventual entrevistado, e apenas metade da capacidade total do auditório sendo ocupada, com a outra metade ainda utilizando-se de monitores para um público virtual inscrito através do site do programa.
Em 10 de dezembro de 2020, a produção do programa foi mais uma vez suspensa por tempo indeterminado, após um anúncio da apresentadora declarando que foi diagnosticada com COVID-19.As gravações foram retomadas em 13 de janeiro de 2021, no entanto, a presença da plateia foi mais uma vez suspensa, sendo realizada apenas de maneira virtual até a estreia da última temporada em 13 de setembro do mesmo ano, quando pessoas vacinadas voltaram a assistir às gravações ao vivo no estúdio.

### Acusações de "Ambiente Tóxico de Trabalho"
Em março de 2020, o comediante Kevin T. Porter publicou em sua conta oficial do Twitter que "Agora nós todos precisamos de um pouco de gentileza. Vocês sabem, como a Ellen DeGeneres sempre fala! "Sejam gentis uns com os outros". Ela também é notoriamente uma das pessoas mais cruéis vivas. Responda com as histórias mais insanas que ouviu sobre a Ellen sendo cruel e para cada uma, doarei $2 para @LAFoodBank". Milhares de respostas surgiram com possíveis acusações contra a apresentadora dentro e fora dos estúdios.
Em sequência a essas acusações, no dia 16 de julho de 2020, o portal de notícias de propriedade do BuzzFeed, o BuzzFeedNews, publicou uma reportagem onde 10 funcionários em estado de anonimato acusaram a apresentadora e o programa de contribuírem para um "ambiente de trabalho tóxico". As acusações incluíam demissão após retorno de afastamento por licença médica e funerária de familiares, e comportamento racista por parte de membros da produção.
Em 27 de julho de 2020, foi anunciado que o grupo WarnerMedia iniciaria uma investigação interna sobre o ambiente do programa e as alegações.
Em 3 de agosto de 2020, uma antiga produtora Hedda Muskat declarou em uma entrevista ao portal The Wrap, que foi testemunha de um incidente onde "o produtor Ed Glavin gritando com um membro da equipe", e acusou DeGeneres de não agir de maneira compatível com o tamanho do incidente. Muskat expressou sua descrença em que o ambiente por trás das câmeras iria mudar por causa da postura 'condescendente' de Ellen sobre a situação.
No dia 4 de agosto de 2020, o antigo DJ do programa, Tony Okungbowa se pronunciou sobre as acusações, dizendo em uma publicação em sua conta oficial do Instagram "Ainda que eu seja grato pela oportunidade que me foi dada, eu experimentei e senti a toxicidade do ambiente, e eu me coloco ao lado de meus antigos colegas em sua missão de criarem um ambiente mais saudável e inclusivo conforme o show continua."
Portia de Rossi, Ever Carradine, Katy Perry, Octavia Spencer, Diane Keaton, Tyrese Gibson, Nigel Lythgoe, Ashton Kutcher, Kevin Hart, Jerry O'Connell, Alec Baldwin e Jay Leno expressaram suporte à Ellen dizendo que todos tiveram experiencias positivas com ela, o que resultou em repercussões negativas para eles.

### Acusações de Má Conduta e Assédio Sexual (2020)
Em 31 de julho de 2020, o portal BuzzFeed publicou um segundo artigo, onde 36 ex-funcionários acusaram os produtores executivos Kevin Leman e Ed Glavin e o co-produtor executivo Jonathan Norman de conduta sexual inapropriada e de assédio sexual. Alguns desses funcionários acusam DeGeneres de saber sobre os fatos mas não querer lidar com o assunto. Um deles que preferiu o anonimato declarou que: "ela sabe o que de sujo acontece, mas ela não quer ouvir falar sobre isso".
O portal BuzzFeed publicou em 4 de agosto de 2020 um terceiro artigo com denúncias, desta vez de, funcionários atuais que afirmaram em entrevista que Ellen "não apenas finge que não vê mas também promove o encorajamento de mau tratamento, racismo e assédio".
Após todas as acusações, a Warner Bros. Television anunciou em 17 de agosto de 2020 a demissão de Leman, Glavin e Norman.
Em 21 de setembro de 2020, Ellen DeGeneres anunciou durante a gravação de seu monólogo para o episódio de estreia da temporada de número 18, que após as demissões dos antigos produtores, o DJ do programa, Stephen "tWitch" Boss, se tornaria também a partir daquela data, produtor executivo do show, com as funções de auxiliar na escolha do  conteúdo que vai ao ar, e também tratar de assuntos concernentes ao ambiente por detrás das câmeras.

### Encerramento
Em 12 de maio de 2021, DeGeneres confirmou que o programa se encerraria após a décima nona temporada, exibida entre 2021 e 2022.Inicialmente, a Warner Bros. não encomendou nenhum programa para substituí-lo em seu horário, e com isso as emissoras pertencentes a  National Broadcasting Company, optaram por mover "The Kelly Clarkson Show" para cobrir o espaço vago na programação.Outras emissoras pertencentes a outros grupos, optaram ocupar o horário disponível com programas locais, como telejornais.
Em Novembro de 2021, a revista Deadline Hollywood reportou que a Warner Bros. estava em negociações com grupos de emissoras locais para um potencial novo talk show apresentado pela cantora e atriz Jennifer Hudson, como possível sucessor de Ellen e com lançamento previsto para o outono de 2022, em desacordo com o anúncio prévio das emissoras da NBC. Subsequentemente, o estúdio anunciou oficialmente o programa The Jennifer Hudson Show, com as emissoras dos grupos Fox Broadcasting Company e Hearst Communications como principais parceiras na exibição.
Em 17 de março de 2022, a Warner Bros. anunciou que o último episódio do programa seria exibido em 26 de maio de 2022. O episódio final foi gravado um mês antes, em 28 de abril do mesmo ano.O estúdio acrescentou ainda, que durante o verão de 2022, episódios com compilações de melhores momentos, apresentadores convidados e reapresentações ocupariam o horário até o início da nova temporada televisiva em setembro.
As últimas convidadas do programa foram a atriz Jennifer Aniston, que também foi a primeira pessoa a ser entrevistada por DeGeneres em 2003, e as cantoras Pink, compositora do tema de abertura, e Billie Eilish.

## Elenco
| Ellen DeGeneres       | Apresentadora Titular    | 2003-2022 |
| Stephen "tWitch" Boss | DJ/Apresentador Eventual | 2013-2022 |

| Andy Lassner          | Produtor/Participações  | 2003-2022 |
| Mary Connelly         | Produtora/Participações | 2003-2022 |
| Stephen "tWitch" Boss | Produtor Executivo      | 2020-2022 |

| Tony Okungbowa | DJ do Programa | 2003-2006 2007-2013 | Temporadas 1-3 Temporadas 6-11 |
| Jon Abrahams   | DJ do Programa | 2006-2007           | Temporada 4                    |
| Tom Stryker    | DJ do Programa | 2007                | Temporada 5                    |

## Exibição

### Estados Unidos
O programa era exibido nos Estados Unidos de segunda a sexta-feira, em diversos horários dependendo da localidade, por meio da prática de syndication. Em grande parte dos maiores mercados televisivos era exibido por emissoras próprias da rede NBC. As afiliadas tinham a liberdade de escolher a faixa horária na qual desejam exibir o programa, porém, a maior parte optava por exibir na faixa da tarde, antes de telejornais locais.

### Internacional

#### Brasil
No Brasil, o programa estreou pela primeira vez, por meio do canal de TV por assinatura Warner Channel em 23 de Junho de 2008, durante a quinta temporada. O show era exibido de segunda a sexta-feira na faixa das 17 horas. Eventualmente eram exibidas reprises no horário da madrugada ou início da manhã, e teve diversas mudanças de faixa até sair definitivamente do ar.
Em 2011, o canal GNT adquiriu os direitos de exibição do programa, e o colocou como substituto ao programa de Oprah Winfrey, que havia se aposentado naquela temporada. O programa inicialmente estreou na faixa noturna das 23h, porém foi posteriormente movido para a tarde. Em 2014, a emissora não entrou em um acordo com a detentora dos direitos originais e o show deixou de ser exibido no país.

#### Portugal
Em Portugal, o programa é exibido por meio do canal SIC Caras, de segunda a quinta-feira, na faixa das 21h. Anteriormente foi exibido na SIC Mulher.

#### Demais Países
| País          | Emissora    | Dia de Exibição | Horário de Exibição                 |
| ------------- | ----------- | --------------- | ----------------------------------- |
| Austrália     | Gem Network | Segunda a Sexta | 8:00 AM (UTC+10)                    |
| Nova Zelândia | TVNZ        | Segunda a Sexta | 4:25 PM (UTC+12)                    |
| Canadá        | CTV         | Segunda a Sexta | 4:00 PM - Horário Local             |
| Canadá        | CTV 2       | Segunda a Sexta | 10:00 AM - Horário Local            |
| China         | Sohu        | Streaming       | Streaming                           |
| Índia         | RomedyNOW   | Segunda a Sexta | 7:00 PM (Horário Padrão da Índia)   |
| Filipinas     | Avenue      | Segunda a Sexta | 7:00 AM e 7:00 PM (UTC+8)           |
| Singapura     | CH5         | Segunda a Sexta | 11:00 AM (UTC+8)                    |
| Finlândia     | Nelonen     | Segunda a Sexta | A Ser Determinado                   |
| França        | Elle Girl   | Segunda a Sexta | 8:05 AM (Horário da Europa Central) |
| Grécia        | Intervision | Segunda a Sexta | A Ser Determinado                   |
| Noruega       | TV2         | Segunda a Sexta | 12:45 PM (UTC+2)                    |
| Suécia        | SBS         | Segunda a Sexta | 12:50 PM (UTC+2)                    |
| Reino Unido   | ITV2        | Segunda a Sexta | 1:50 PM (GMT)                       |
| Médio Oriente | OSN         | Segunda a Sexta | 1:00 PM (UTC+3)                     |
| Ásia-Pacífico | Lifetime    | Segunda a Sexta | 5:00 PM (UTC+8)                     |
| África do Sul | VUZU        | Segunda a Sexta | 3:00 PM (UTC+2)                     |

## Recepção

### Audiência
O show obteve uma média de audiência de em média dois milhões de espectadores diários pela escala Nielsen, sendo o programa diurno mais visto desde o fim do The Oprah Winfrey Show, entretanto, após os escândalos sexuais envolvendo os bastidores, e durante a pandemia de COVID-19, os indices de audiência obtiveram quedas.

### Premiações
O programa ganhou um total de 61 prêmios Daytime Emmy até 2019, incluindo o de Melhor Talk Show (2004, 2005, 2006 e 2007) e como Melhor Programa de Entretenimento (2010, 2013, 2014, 2015, 2017, 2019). Suas primeiras quatorze temporadas ultrapassaram o recorde anterior pertencente ao "The Oprah Winfrey Show" que recebera 47 até o fim de sua inclusão em premiações a pedido da apresentadora em 2000.DeGeneres ganhou 14 People's Choice como Melhor Apresentadora por estar a frente do show, a tornando a pessoa que mais recebeu prêmios na história desta premiação.

## Spin-offs

### Ellen's Game of Games
Em 2017, a NBC estreou o programa "Ellen's Game of Games", um game show, exibido em horário nobre, com alguns dos segmentos que eram apresentados com seus convidados e a platéia no programa principal.  O programa teve quatro temporadas, e encerrou sua produção em 2021.

### Ellen's Greatest Night of Giveaways
Em 2019, a NBC exibiu um programa especial dividido em três partes, originário do quadro natalino "12 Days of Giveaways", chamado "Ellen's Greatest Night of Giveaways", que contava com a apresentadora, outras celebridades e personalidades colaborando para entregar presentes surpresas para algumas pessoas.

### The Masked Dancer
Após a exibição de uma ação promocional do game show "The Masked Singer" no programa, o diretor centro de entretenimento da emissora Fox, Rob Walde, contactou a produção de DeGeneres sobre a possibilidade de trabalhar em uma nova competição chamada "The Masked Dancer", que funcionaria seria um spin-off para ambos os programas. DeGeneres foi nomeada como produtora executiva, e o novo show teve duração de uma temporada, exibida entre 2020 e 2021.

### Family Game Fight!
Em março de 2021, a NBC anunciou um novo game show, baseado em quadros do programa, chamado "Family Game Fight!", que contaria com a apresentação dos atores Kristen Bell e Dax Shepard. Em julho de 2021, foi anunciado que o programa estrearia em 8 de agosto de 2021, logo após a exibição da Cerimônia de encerramento dos Jogos Olímpicos de Verão de 2020. O game show teve uma temporada composta por 8 episódios, e foi exibido no período após as Olimpíadas de Tóquio.